# Plegaderus sanatus
Plegaderus sanatus är en skalbaggsart som beskrevs av Truqui 1852. Plegaderus sanatus ingår i släktet Plegaderus och familjen stumpbaggar. Enligt den svenska rödlistan är arten starkt hotad i Sverige. Arten förekommer på Gotland. Artens livsmiljö är skogslandskap.

## Underarter
Arten delas in i följande underarter:
- P. s. gobanzi
- P. s. sanatus